# Castell i muralles de Riba-roja de Túria
El castell i muralles de Riba-roja de Túria formen un bé d'interès cultural que es troba al carrer de la Cisterna i plaça Eusebi Benedito de Riba-roja de Túria (València). Aquest casalot senyorial està protegit per declaració genèrica i amb número d'anotació ministerial RI - 51-0010658 de 20 de juny de 2001

## Història
En temps de l'ocupació romana, el territori de Riba-roja ja era usat intensament per a l'agricultura, de manera que el promontori sobre la confluència del barranc dels Moros i el riu Túria oferia la possibilitat de controlar un extens terreny conreat, situat entre les dues ciutats més importants en aquell moment a la baixa vall del Túria, Edeta i Valentia. És per aquest motiu que ja en aquesta època es va desenvolupar un petit enclavament emmurallat a banda i banda del que a inicis del segle xxi és el carrer de la Cisterna.
Els visigots van continuar l'explotació agrícola de la zona, com es pot veure al Pla de Nadal, però aquestes explotacions desapareixerien al segle viii amb l'arribada dels musulmans. Després d'aquesta, va desaparèixer l'aristocràcia visigoda i les explotacions agrícoles van passar a ser petites viles o alqueries. Alhora, l'antic assentament militar romà va ser transformat en un poblament rural que, gràcies a la seva singular emplaçament, dominava l'àmplia zona agrícola al costat del Túria. L'enorme inestabilitat política d'aquest període va fer necessari el manteniment de les seves defenses. Per a això es van reedificar i van ampliar les muralles romanes i es va construir en un extrem del recinte, aprofitant per a això restes de basaments romans, el castell seria en endavant la residència del representant de les autoritats que s'encarregarien, entre altres coses, del cobrament dels impostos. L'assentament es va consolidar amb la construcció d'un petita mesquita i d'un cementiri extramurs.
Després de la rendició de Riba-roja a Jaume I a 1238, aquesta va passar a formar part del senyoriu territorial del seu fill Pedro Fernández de Azagra qui immediatament va designar els seus representants, agents militars i fiscals que van quedar al capdavant de l'explotació de les seves terres, mantenint l'ordre i recaptant impostos. Com la població va créixer poc, el recinte urbà va poder mantenir al voltant de l'actual carrer de la Cisterna, amb la mesquita en un extrem i l'antic castell, que passava a ser residència del representant del senyor, en l'altre. Després de la Guerra de la Unió de 1348 entre els unionistes valencians i els realistes, el nou senyor de la vila Ramon de Riusech i Moraida, va decidir l'ampliació i consolidació del recinte emmurallat, augmentant la seva capacitat defensiva. Durant els segles XIV i xv comença a consolidar la nova trama urbana amb la construcció d'habitatges en els voltants del vell nucli, carrers de la Cisterna, Rellotge Vell i Forn Vell, romanent la mesquita en la seva ubicació original i eliminant un llenç de muralla amb el qual bolcava la seva façana a la nova plaça així aconseguida.
Com la població de Riba-roja era morisca, l'expulsió d'aquest grup a 1609 va produir un enorme decaïment demogràfic i econòmic, de manera que el castell va perdre seva relevacia, si bé va seguir sent seu de la baronia fins a la seva supressió a 1811.

## Descripció
Es tracta d'una construcció voluminosa formada per la juxtaposició de diferents edificacions. Això li confereix una gran complexitat de planta. Està realitzada en maçoneria i fàbrica de maó i tapial. Es compon de dos cossos diferenciats, principal i cavallerisses, connectats per un pati interior.
El cos principal, adjacent als carrers Benedito i Cisterna posseeix quatre altures amb diverses estances i departaments. S'accedeix per la planta baixa i per la primera planta des del pati, en aquest últim cas ascendint pel terreny natural o des del carrer Benedito per un accés secundari. La part inferior no es troba comunicada amb la resta de les plantes.
Les cavallerisses sense un edifici longitudinal, independent del principal i que es troba a l'altre costat del pati. Té dues plantes, connectades per una escala situada al centre. Forma mitgera amb l'edifici veí pel que la seva coberta és a una sola aigua que dona al pati. A diferència de l'altre cos, no està dividit en nombroses estades, ja que només separa cada planta en dues zones. Es tracta d'un edifici senzill de construcció molt posterior al cos principal.
Destaquen les finestres geminades d'art gòtic tardà i algun arc interior carpanell de tres centres. Els successius condicionaments de l'edifici han deformat la imatge de palau a l'haver estat utilitzat com a magatzem durant els anys previs a la seva adquisició per l'Ajuntament.
La superfície total és de 1015 m², repartits en 725 en el cos principal i 290 a l'edifici longitudinal. Addicionalment, el pati té una superfície de 364 m².